# Великое Село (Бокситогорский район)
Вели́кое Село́ — деревня в Ефимовском городском поселении Бокситогорского района Ленинградской области.

## История
Согласно X-ой ревизии 1857 года:

ВЕЛИКОЕ СЕЛО — деревня, принадлежит Пузино: хозяйств — 12, жителей: 32 м. п., 39 ж. п., всего 71 чел.

По земской переписи 1895 года:

  
ВЕЛИКОЕ СЕЛО — деревня, крестьяне бывшие Пузино: хозяйств — 20, жителей: 71 м. п., 67 ж. п., всего 138 чел.

В конце XIX — начале XX века деревня административно относилась к Соминской волости 1-го земского участка 3-го стана Устюженского уезда Новгородской губернии.

ВЕЛИКОЕ СЕЛО — деревня Великосельского сельского общества, число дворов — 30, число домов — 55, число жителей: 80 м. п., 82 ж. п.; Занятие жителей: лесные заработки. Колодец и Великосельский ручей. Часовня, школа грамоты. (1910 год) 

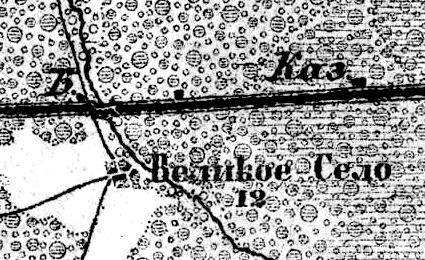
Деревня Великое Село на карте 1917 года

Согласно военно-топографической карте Новгородской губернии издания 1917 года деревня насчитывала 12 крестьянских дворов.
С 1917 по 1927 год деревня входила в состав Советской волости Устюженского уезда Череповецкой губернии.
С 1927 года в составе Великосельского сельсовета Ефимовского района.
Согласно карте Ленинградской области Северо-западного аэрогеодезического треста ГГУ издания 1932 года деревня насчитывала 23 крестьянских двора.
По данным 1933 года деревня Великое Село входила в состав Великосельского сельсовета Ефимовского района, административным центром сельсовета являлся посёлок Подбережье.
С 1954 года в составе Ефимовского сельсовета Бокситогорского района.
В 1965 году население деревни составляло 119 человек.
По данным 1966, 1973 и 1990 годов деревня Великое Село также входила в состав Ефимовского сельсовета.
В 1997 году в деревне Великое Село Ефимовской волости проживали 20 человек, в 2002 году — 9 человек (все русские).
В 2007 году в деревне Великое Село Ефимовского ГП проживали 9 человек, в 2010 году — 11, в 2015 году — 5, в 2016 году — 6 человек.

## География
Деревня расположена в центральной части района  на автодороге Ефимовский — Подбережье — Великое Село, близ железной дороги Волховстрой I — Кошта.
Расстояние до административного центра поселения — 12 км.
Расстояние до ближайшей железнодорожной платформы Фетино — 1 км. 
Через деревню протекает Любохов ручей.

## Демография
| 1997 | 2002 | 2007 | 2010 | 2017 |
| ---- | ---- | ---- | ---- | ---- |
| 20   | ↘9   | →9   | ↗11  | ↘6   |

### Национальный состав
Согласно данным Всероссийской переписи населения 2021 года в деревне проживали 10 человек, все русские.